# Das Weib des Pharao

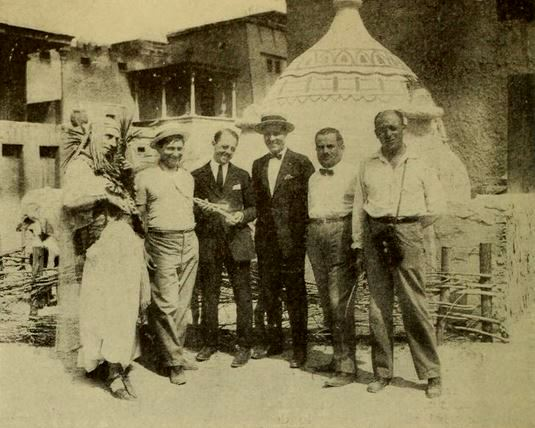
Friedrich Kühne (li.), Ernst Lubitsch (2.v.l.), Mr. Rothacker (3.v.r.), Paul Davidson (2.v.r.), Ernst Stern (re.) (1921)

Das Weib des Pharao ist ein deutscher Spielfilm von Ernst Lubitsch aus dem Jahr 1922.

## Handlung und Charaktere
Der äthiopische König Samlak kommt nach Ägypten, um ein Bündnis vorzuschlagen und bietet seine Tochter Makeda dem Pharao an. Doch Amenes ist mehr von der griechischen Sklavin Theonis angezogen, die sich in Ramphis, dem Sohn des ägyptischen Bauherrn Sotis, verliebt hat. Als Amenes Theonis zur Frau nimmt, führt dies zu einem Konflikt mit Samlak, der in einem Krieg mündet, in dem Amenes fällt. Nach dem Krieg wählt Theonis Ramphis zum neuen Pharao, aber die Situation wird kompliziert, als Amenes unerwartet zurückkehrt.
Die Hauptfiguren des Films sind:
- Pharao Amenes: Gespielt von Emil Jannings, ist er der mächtige Herrscher Ägyptens, der sich in die griechische Sklavin Theonis verliebt, obwohl sie bereits einem anderen Mann ihr Herz geschenkt hat. Seine Entscheidungen und sein Verhalten lösen die Hauptkonflikte des Films aus.
- Theonis: Eine griechische Sklavin, die in die politischen Intrigen des ägyptischen Hofes verwickelt wird. Sie ist die Geliebte von Ramphis, wird aber zur Frau des Pharaos, um das Leben ihres Geliebten zu retten. Ihre Beziehung zu den beiden Männern steht im Zentrum der Handlung.
- Ramphis: Der Sohn des ägyptischen Bauherrn Sotis, der sich in Theonis verliebt und sie aus ihrer Gefangenschaft befreit. Seine Liebe zu Theonis und sein Mut machen ihn zum Helden der Geschichte.
- König Samlak: Der äthiopische König, der ein Bündnis mit Ägypten anstrebt und seine Tochter Makeda als Zeichen seines guten Willens anbietet. Als er entdeckt, dass Theonis, seine Sklavin, nun die Frau des Pharaos ist, fühlt er sich betrogen und erklärt Ägypten den Krieg.

## Hintergrund
Der monumentale Historienfilm war eine der aufwendigsten und teuersten deutschen Produktionen seiner Zeit. In den Berliner Filmstudios und an Außenschauplätzen in und um Berlin wurden originalgroße Kulissen errichtet. So entstanden in einer damals existierenden Dünenlandschaft, den „Rauhen Bergen“, am Ostrand von Berlin-Steglitz nahe dem heutigen „Insulaner“ Kulissen für eine ägyptische Stadt und einen Tempelkomplex. In einer weitläufigen Sandgrube östlich von Berlin wurde zudem mit tausenden Komparsen eine Schlacht zwischen Ägyptern und Nubiern nachgestellt.
Das Weib des Pharao sollte Lubitschs Eintrittskarte nach Hollywood werden, doch den Schritt in die USA tat er erst im Dezember 1922, nachdem er in Deutschland noch den heute nur noch fragmentarisch erhaltenen Film Die Flamme gedreht hatte. Der Film passierte die Reichsfilmzensur am 6. Dezember 1921 in der Länge von 2976 Metern. Seine Uraufführung erlebte Das Weib des Pharao jedoch zuerst in den USA (am 21. oder 22. Februar 1922 in New York) und erst drei Wochen später in Berlin (am 14. März 1922 im Ufa-Palast am Zoo).
Da die Amerikaner damals auf ein Happy End fixiert waren, wurde in der amerikanischen Version von „Das Weib des Pharao“ der 6. Akt mit all seiner Dramatik einfach weggelassen (Der totgeglaubte Pharao kehrt zurück, fordert seinen Thron, sein vom Volk gewünschter Nachfolger verzichtet aus Liebe auf den Thron. Das Volk ist aufgebracht und steinigt den jungen „Ex-Pharao“ mitsamt seiner Geliebten. Der alte Pharao erleidet einen tödlichen Herzinfarkt, als er den Thron besteigen will.).

## Rekonstruktion
Teile des Films sind bis heute verschollen, die Handlung konnte jedoch mit Hilfe von Aufzeichnungen, dem Drehbuch und Fotos vom Set rekonstruiert werden. Das Filmmuseum München hat eine 100 Minuten lange, viragierte Fassung rekonstruiert. In Kooperation des Filmmuseums München mit dem Filmarchiv des Bundesarchivs und dem Rechteinhaber Alpha-Omega digital in München wird zudem seit einiger Zeit an einer digitalen Restaurierung des Films samt neu eingespielter Originalmusik und neu entdeckten Filmfragmenten gearbeitet. Durch einen Materialfund in Italien gelangte das George-Eastman-House Filmarchiv in Rochester, USA in den Besitz von vier Rollen Nitrofilm, die zu einer zeitgenössischen italienischen Verleihfassung von „Das Weib des Pharao“ gehörten. Erst durch die Kooperation des GEH mit der aktuellen Restaurierung konnten wesentliche Teile des Films ergänzt werden, die vorher als verschollen galten.
Im Wesentlichen basierte die Rekonstruktion des Films auf einem russischen Nitrofilm-Fragment, das in nicht mehr kopierbarem Zustand vorlag. Zur Digitalisierung dieser Filmteile wurden spezielle mechanische Geräte erdacht und gebaut, damit dieses Nitro aus der Entstehungszeit in guter Schärfe und Qualität hochauflösend gescannt werden konnte. Zu diesem russischen Material kam während der aktuellen Restaurierung das italienische Nitro hinzu und ergänzte den Film um knapp 30 Minuten.
Die Originalmusik für großes Orchester zu „Das Weib des Pharao“ von Eduard Künneke wurde im Frühjahr 2005 mit dem Rundfunk-Sinfonie Orchester Saarbrücken des Saarländischen Rundfunks unter der Leitung von Berndt Heller synchron zum Film eingespielt. Die Rekonstruktion der Musik zum Film erfolgte im Auftrag des Verlages Ries & Erler durch Berndt Heller (Erteilung des Erstbearbeitungsrechtes zur digitalen Filmfassung), die Produktion wurde von der GEMA unterstützt.

### Materialvergleich
Interessant an den beiden Basisfilmmaterialien ist, dass die Schnittfassungen gänzlich unterschiedlich in ihrer Aussage waren. Während die italienische Verleihkopie verziert gestaltete Schrifttitel hatte und einen liebeskranken, verletzlichen Pharao zeigt, der über die Liebe zur Sklavin Theonis seine Macht verspielt, wird in der russischen Nitrokopie in nüchternen Buchstaben betitelt und es fehlen komplett alle Inhalte, die den Herrscher als schwach, weich oder verliebt darstellen. Ein durch Liebe geschwächter Herrscher war – so vermutet man – in dieser Zeit kein in Russland gewünschter Leinwand-Charakter, lag doch bei Erscheinen des Films die Ermordung des letzten Zaren erst vier Jahre zurück. Auch wenn zu diesem Zeitpunkt schon absehbar war, dass die Bolschewiki den Russischen Bürgerkrieg gewinnen würden, war ihre Macht noch nicht vollständig gefestigt. Menschlich dargestellte Monarchen hätten Sympathiegefühle in der Bevölkerung wecken können, was für die neuen Machthaber kontraproduktiv gewesen wäre.

### Premiere und Wiederaufführung
Am 17. September 2011 wurde das fertige Ergebnis dieser Restaurierung im Neuen Museum Berlin erstmals mit Live-Musik wieder aufgeführt. Diese Wiederaufführung wurde von WDR-Mediengestalterauszubildenden per Livestream in Szene gesetzt.
Die Orchestermusik zum Film, einst komponiert von Eduard Künneke, wurde dabei aufgeführt vom WDR Rundfunkorchester Köln unter der Leitung von Frank Strobel. Die neue Synchronisation der Musik im Zusammenhang mit der Restaurierung legte eine Bildgeschwindigkeit von 20 Bildern pro Sekunde fest.
Die Bildrestaurierung samt digitaler Virage wurde von Alpha-Omega digital in München durchgeführt, die schon für die digitale Bildrestaurierung des berühmten Stummfilm-Klassikers Metropolis verantwortlich waren. Alpha-Omega digital hat als Rechteinhaber des Films auch elektronische Medien der finalen Fassung, wie DVD und Blu-ray Disc, hergestellt. Die Veröffentlichungen sind seit Ende Juni 2012 erhältlich.